# 4051 Hatanaka
4051 Hatanaka eller 1978 VP är en asteroid i huvudbältet som upptäcktes den 1 november 1978 av den japanske astronomen Kōichirō Tomita vid CERGA-observatoriet i Frankrike. Den har fått sitt namn efter den japanske astronomen Takeo Hatanaka.
Asteroiden har en diameter på ungefär 7 kilometer och den tillhör asteroidgruppen Agnia.